# Yumi Tamura
Pour les articles homonymes, voir Tamura.
田村 由美
Œuvres principales
- 7 Seeds
- Basara
- Don't Call It Mystery

Yumi Tamura (田村 由美, Tamura Yumi), née le 5 septembre dans la préfecture de Wakayama, est une dessinatrice de manga. Elle est principalement connue pour ses séries Basara, 7 Seeds et Don't Call It Mystery. Au Japon elle est actuellement publiée dans les magazines Flowers et Cocohana.

## Biographie
Elle remporte le Grand Prix Shōgakukan du nouvel artiste en 1983 pour sa première histoire publiée Oretachi No Zettai Jikan, puis après son premier grand succès Tomoe ga Yuku! qui débute en 1987, elle remporte le prix Shōgakukan du meilleur shōjo à deux reprises, en 1993 pour Basara et en 2007 pour 7 Seeds. Son manga Don't Call It Mystery, commencé en 2017, fait partie des nommés pour le prix Manga Taishô deux années de suite, en 2019 (il se retrouve à la seconde place du classement final derrière Astra - Lost in Space) et 2020 (il termine à la sixième place du classement final). La série est classée deux années de suite (cinquième en 2020 et deuxième en 2021) du top 5 des meilleurs mangas en cours au Japon selon le magazine Da Vinci. Don't Call it Mystery finit par obtenir le 67ème prix Shōgakukan du meilleur manga dans la catégorie générale en janvier 2022, ce qui en fait le quatrième prix Shōgakukan de l'autrice. 
Plusieurs de ses mangas ont été adaptés en série animée, notamment Tomoe ga Yuku! sous forme d'OAV en deux parties en 1992, Basara en 1998, et 7 Seeds, qui est une production Netflix diffusée sur la plateforme à partir du 28 juin 2019. Don't Call it Mystery est adaptée en série télévisée, diffusée au Japon à partir de janvier 2022, avec Masaki Suda dans le rôle titre. Un film adapté du manga sort en salles au Japon en septembre 2023, mois célébrant les quarante ans de carrière de l'autrice. Pour l'occasion paraît également, aux côtés du tome 13 de Don't Call it Mystery, un livre appelé Kaleidoscope, compilant des histoires courtes jamais publiées en tomes reliés, des interviews et des illustrations. 
En France, son manga Basara paraît en intégralité aux éditions Kana entre 2001 et 2006. 7 Seeds est publié entre 2008 et 2010 chez Pika mais l'éditeur annonce l'abandon de la série en 2012, après seulement 10 tomes sur 36 parus. L'autrice fait son retour en France en 2021 avec la publication de sa nouvelle série Don't Call It Mystery chez Noeve Grafx. La série est tirée à 13 millions d'exemplaires en décembre 2021 au Japon, dépassant les 10 millions de vente de 7 Seeds, mais se plaçant derrière Basara (15 millions d'exemplaires vendus).
Yumi Tamura est une autrice prolifique qui a dessiné plusieurs manga, une quarantaine de couvertures de romans (dessinant également parfois les illustrations intérieures), des pochettes de CD musicaux, écrit des light novel et également participé au character design d'un chapitre du jeu vidéo Live A Live, sorti en 1994.

## Récompenses
- 1983: Prix Shōgakukan du meilleur nouvel artiste pour l'histoire courte Oretachi No Zettai Jikan (オレたちの絶対時間?)[2].
- 1992 : 38e Prix Shōgakukan pour Basara dans la catégorie Shōjo[2].
- 2006 : 52e Prix Shōgakukan pour 7 Seeds dans la catégorie Shōjo[2].
- 2021 : 67e Prix Shōgakukan pour Don't Call It Mystery dans la catégorie générale[2].

- 2024 : 74e Prix de recommandation du ministre de l'Éducation, de la Culture, des Sports, de la Science et de la Technologie, décerné par l'Agence pour les Affaires Culturelles du Japon, dans la catégorie Media Arts[3].

## Principales publications

### Séries
- Chotto Hero Shite Mitai (ちょっと英雄（ヒーロー）してみたい?) (1987)
- Tomoe ga Yuku! (巴がゆく !?) (1987-1990)
- Bishop no Wa (ビショップの輪?) (1990)
- Basara (1990-1998) publié en France aux éditions Kana entre 2001 et 2006
- Ryūzaburō (龍三郎シリーズ?) (7 tomes parus dans la collection Tamu No Nandemo Capsule, réédité sous forme de série propre en édition bunko en 5 volumes) (1990-2001)
- BOX kei (BOX系！?) (2000)
- Chicago (シカゴ?) (2000-2001)
- 7 Seeds (2002-2017) publié partiellement en France aux éditions Pika entre 2008 et 2010
- Neko mix genkitan Toraji (猫mix幻奇譚とらじ?) (2008-en cours de publication)
- Iromen - jūnin toiro (イロメン〜十人十色〜?) (2014-2020)
- Don't Call It Mystery (ミステリと言う勿れ, Mistery to iu nakare?) (2017-en cours de publication) publié en France aux éditions Noeve Grafx à partir de mai 2021

### Recueils d'histoires courtes
Tamu No Nandemo Capsule:
- 1 -Shinwa Ni Natta Gogo (神話になった午後?)  (1986)
- 2 -Ano Natsu Ga Owaru (あの夏が終る?) (1987)
- 3 -17 Nichi Me No Chopin (17日めのショパン?) (1987)
- 4 -Boku Ga Dorobō ni Natta Wake (ボクが泥棒になった理由（ワケ)?) (premier volume de la série Ryuzaburo - 1991)
- 5 -Roppongi Shinjû (六本木心中?) (1991)
- 6 -Madonna Ni Tsugu (MADONNAに告ぐ?) (1992)
- 7 -Boku Ga Tenshi O Unda Wake (ボクが天使を産んだ理由?) (deuxième volume de la série Ryuzaburo - 1992)
- 8 -Boku Ga Boku O Wasureta Wake (ボクがボクを忘れた理由?) (troisième volume de la série Ryuzaburo - 1993)
- 9 -Boku Ga Santa Ni Natta Wake (ボクがサンタに会った理由?) (quatrième volume de la série Ryuzaburo - 1994)
- 10 -Boku Ga Gomi O Suteta Wake (ボクがゴミを捨てた理由?) (cinquième volume de la série Ryuzaburo - 1995)
- 11 -Hearts - Hai to Diamond (Hearts-灰とダイヤモンド?) (1996)
- 12 -Boku Ga CD Ni Natta Wake (ボクがCDになった理由?) (sixième volume de la série Ryuzaburo - 1996)
- 13 -Boku Ga Jû-Ban Shôbu Suru Wake (ボクが十番勝負する理由?) (septième volume de la série Ryuzaburo - 2001)

 Flowers Comics Special:
- X-DAY (X-Day?) (1993)
- Megami Ga Ochita Hi (女神が落ちた日?) (1995)

TamuTamu Variety Theater:
- Odoru kyōshitsu (踊る教室?)
- Ōjikun (王子くん?)
- Chōnōryokurōdōtai wild com. (超能力労働隊WILD COM.?)
- Wangan jungle (湾岸JUNGLE?)

Livre anniversaire
- Kaleidoscope - 田村由美デビュー40周年記念本 KALEIDOSCOPE (2023)

Contient les histoires Sora Ni Tsuzuku Ao (空に 続く青) (2022), Live A Live Prologue : Space Trap (1994), Shibito No Ki (死人の記) (2019), Natsusora Kyousou (夏空狂騒) (2015), des illustrations et des interviews de l'autrice.
Anthologies
- Flowers Garden - Gensou no Mekyuu (幻想の迷宮)(2009): ce recueil de plusieurs autrices du magazine Flowers contient une histoire de Yumi Tamura: Blue Lion (Blueライオン) (1986)

### Rééditions bunko
- Kinezukan (きねづかん?) (1997)

contient les histoires: Kinezukan, X-Day, 4Hito No Onna (4人の女), Kanojo wa dare o koroshita ka (彼女は誰を殺したか), Hirota Otoko (拾った男), Kowai Mono (こわいもの)
- Toonari 1991 (通り魔1991?) (1998)

contient les histoires: Toonari 1991, Megami Ga Ochita Hi, Madonna Ni Tsugu, Ano Natsu Ga Owaru, Wedding Bell Wa Kikoenai (ウエディングベルは聞こえない)
- Tenshi Kamoshirenai (天使かもしれない?) (1998)

contient les histoires mettant en scène le personnage de Noko: Tenshi Kamoshirenai, Shinwa Ni Natta Gogo, 17Nichi No Chopin, Roppongi Shinjû, Uchûbito To Issho (宇宙人といっしょ), Soft Boy Tsuru-Chan Kaisô Roku (ソフトボーイ　つるちゃん回想録), Shower Road (シャワー・ロード), Suichu Toshi (水中都市).
- Hari No Me (針の眼?) (2007)

contient les histoires: Hari No Me(針の眼)、6 Tsuki No Kemono (6月の獣), Wangan Jungle (湾岸JUNGLE), Jungle Box (ジャングルBOX), WILD COM (超能力労働隊 スーパーナチュラルパワーズ WILD COM). 
- Bokura No Mura Ni Wa Mizûmi Ga Atta (ぼくらの村には湖があった?) (2007)

contient l'intégralité des histoires du recueil Odoru Kyoushitsu, et 3 histoires du recueil Ouji-kun: Bokura No Mura Ni Wa Mizûmi Ga Atta, Odoru Kyoushitsu (踊る教室), Ouji-kun (王子くん), Hare Tokidoki Yami (晴れ、ときどき闇), Kiri No Ie (霧の家)
- Members Site - ZOO (Members Site - ZOO?) (2012)

contient toutes les histoires du recueil HEARTS (Hearts, Catch, Touch), Banana mix Ichigo Mix, members site ZOO, Hakkutsu Dai Sensei.

### Compilations
- Yumi Tamura - The Best Selection (田村由美TheBestSelection?) (best-of d'histoires courtes en deux tomes) (2008-2009)
- Yumi Tamura - Seimei No Netsuryô (田村由美-生命の熱量-?) (best-of d'histoires parue pour les 90 ans de l'éditeur Shogakukan) (2013)

### Romans
- Mayonaka Ni Basha Ga Kuru (真夜中に馬車が来る?) (1991) (réédité en 2000 avec une nouvelle couverture)
- Owaranai Yoru No Tame No Mystery (終わらない夜のためのミステリ?) (1992)
- Rakuen Ni Ikimasen Ka (楽園に行きませんか?) (1992)
- Sengoku Kids (戦国KIDS?) (1993)

### Artbooks
- BASARA : Official Illustration Artbook tome 1 - BASARA 炎―田村由美イラスト集〈1〉(1998)
- BASARA : Official Illustration Artbook tome 2 -  BASARA 大地―田村由美イラスト集〈2〉(1998)
- 7 Seeds Official Fanbook: Edge of Emotions (2011)